# Kanyoran
Kanyoran is een bestuurslaag in het regentschap Kediri van de provincie Oost-Java, Indonesië. Kanyoran telt 3230 inwoners (volkstelling 2010).